# Tehran Mansimov
Tehran Mansimov (en azerbaïdjanais: Tehran  Mənsimov) est un officier de l'armée azerbaïdjanaise, servant en tant que colonel en tant que haut dirigeant des forces spéciales. Il a participé aux affrontements du Haut-Karabakh de 2016 et de la guerre du Haut-Karabakh de 2020, et a remporté la bataille de Choucha en 2020.

## Vie
Tehran Mansimov est né à Qusar.

## Service militaire
Tehran Mansimov était l'un des chefs des forces spéciales de l'Azerbaïdjan pendant la guerre du Haut-Karabakh de 2020, qui a débuté le 27 septembre 2020 pour libérer les territoires et assurer l'intégrité territoriale de l'Azerbaïdjan. Il a été l'un des chefs de file des batailles pour la libération de Choucha, qui ont duré du 4 au 8 novembre. Sous sa direction, des unités des forces armées azerbaïdjanaises ont libéré la ville de Choucha de l'occupation en peu de temps.

## Prix
- Le 24 juin 2004, par décret du président azerbaïdjanais Ilham Aliyev n ° 860, il a reçu la médaille de l'héroïsme.

- Le 20 juin 2017, par décret du président azerbaïdjanais Ilham Aliyev n ° 860, Tehran Mansimov a reçu le Pour service à l'Ordre de la patrie.

- Le 20 juin 2017, par décret du président azerbaïdjanais Ilham Aliyev, Tehran Mansimov a reçu l'Ordre du drapeau azerbaïdjanais[3].